# Frano Kršinić
Frano Kršinić, hrvaški biolog, pedagog in akademik, * 1947, Lumbarda.
Kršinić je predavatelj na Naravoslovno-matematični fakulteti v Zagrebu; je član Hrvaške akademije znanosti in umetnosti.